# Urządzenie FAT
Urządzenie FAT (niem. Flächen-Absuch-Torpedo) – niemiecka torpeda z okresu II wojny światowej, po raz pierwszy użyta w 1942 roku. Została zaprojektowana do walki z silnymi konwojami alianckimi, które były zbyt silnie chronione do atakowania konwencjonalnymi torpedami o prostolinijnym przebiegu. Ze względu na charakterystyczny tor torpedę FAT (i zbliżoną LUT) nazywa się czasem torpedami pętlowymi, manewrującymi lub zig-zag.

## Zasada działania

Hipotetyczne trasy torped po wystrzeleniu przez dwa różne U-Booty. Pierwszy wybrał długą pętlę ze skrętem w prawo, drugi krótką ze skrętem w lewo

Tuż po wystrzeleniu torpeda skręcała dzięki żyroskopowi o wyznaczony kąt (mogła też być wystrzelona na wprost), a następnie biegła torem prostoliniowym. Do tego momentu torpeda FAT niczym nie różniła się od konwencjonalnych torped. Jednak po przebyciu wyznaczonej odległości, ustalanej jako wielokrotność 100 metrów, dzięki wyposażeniu w programator skręcała (w lewo lub w prawo) o 90 stopni. Następnie przebywała 300 metrów i wykonywała zwrot w tę samą stronę co poprzednio. W efekcie zawracała o 180 stopni i płynęła w przeciwnym kierunku 300 metrów od poprzedniego toru. Po przebyciu określonej odległości (w przybliżeniu 800 lub 1500 metrów z zależności od ustawienia determinowanego wielkością konwoju) torpeda wykonywała analogiczne dwie zmiany kursu o 90 stopni, w przeciwnym kierunku niż poprzednio. Cały manewr był powtarzany do momentu wyczerpania źródła energii.
FAT była najbardziej skuteczna przy strzelaniu z boku konwoju z niewielkiej odległości - duża odległość strzału zmniejszała ilość energii potrzebnej do ruchu pętlowego.
Prędkość podczas ruchu prostoliniowego wynosiła 30 węzłów, a podczas zmiany kierunku torpeda zwalniała. Uwzględniając względną prędkość FAT, w wersji z krótkimi pętlami maksymalna skuteczność torpedy osiągana była, gdy konwój poruszał się z prędkością 7 węzłów, a w przypadku ustawienia 1500-metrowej pętli - 5 węzłów.
Aby wystrzeliwać torpedy tej klasy konieczna była lekka modyfikacja wyrzutni torpedowych ze względu na nowe współczynniki w kalkulatorze torpedowym. Teoretycznie mogły być one wystrzeliwane nawet z głębokości 80 metrów, w praktyce jednak było to niemożliwe ze względu na ograniczenia wyrzutni torpedowych.

## Warianty
Niemieccy konstruktorzy zaprojektowali kilka typów torped z programatorem FAT. Część źródeł podaje, jakoby torpeda FAT zapewniała 100% skuteczność, jednak nie jest to prawda, choć prawdopodobnie ich wprowadzenie zwiększyło liczbę trafień. Przykładowo U-575 9 stycznia 1943 wystrzelił 4 torpedy FAT, ale nie odnotowano trafienia, a 4 torpedy "U-604" (w tym jedna konwencjonalna) zatopiły jeden statek.
U-Booty miały zazwyczaj w wyrzutniach załadowane zarówno torpedy konwencjonalne jak i manewrujące, a w wielu wypadkach niemożliwe jest ustalenie która konkretnie torpeda trafiła statek, przypisywanie zaś wszystkich sukcesów torpedom manewrującym jest nadużyciem.

### FAT 1
Była to pierwsza torpeda tego typu. Posiadała napęd parogazowy i została zaprojektowana na bazie istniejącego typu G7a. Ze względu na kilwater miała być stosowana wyłącznie nocą. Paliwa wystarczało na 4 długie albo 6 krótkich pętli, jednak długość początkowego odcinka zmniejszała te wartości.
Ze względu na kilwater FAT1 został szybko wycofany nawet z nocnego użycia na wodach o wysokiej fosforescencji, między innymi na Morzu Śródziemnym.

### FAT 2
Torpeda wybudowana na bazie G7e. Miała napęd elektryczny, który nie pozostawiał śladu wodnego, jednak odbyło się to kosztem krótszego zasięgu. Od kwietnia używana przez U-Booty na Morzu Śródziemnym i Arktyce (gdzie noc była zbyt krótka na stosowanie FAT1), a od czerwca dostępna także dla okrętów na Atlantyku. 
Dwie możliwości konfiguracji torpedy FAT2 obejmowały:
- Tor przebiegu identyczny jak w FAT1, przy czym można było ustalić jedynie krótkie pętle.
- Tor kołowy - po przebyciu określonego odcinka torpeda zaczynała wykonywać tor okrężny o zaprogramowanym promieniu. Ten wariant stosowano przy próbie niszczenia okrętów eskorty lub statków na kotwicowiskach.

## Ograniczenia torped typu FAT

Przykładowe kursy torpedy Fat I wobec kursu konwoju. Optymalny był kurs, w którym kierunek biegu torpedy był prostopadły do kursu konwoju.

Aby optymalnie wykorzystać tor pętlowy, torpeda musiała "trafić" w konwój pod kątem prostym. Odchylenie od 90 stopni powodowało, że wykonywane pętle nie przecinały maksymalnej możliwej liczby kursów pojedynczych celów, co zmniejszało szanse trafienia.
Uwzględniając fakt, że przed rozpoczęciem manewrowania torpeda skręcała o wyznaczony kąt jeden raz (tuż po wystrzeleniu), dla każdego kierunku konwoju i pozycji U-Boota istniało tylko jedno miejsce do optymalnego trafienia. Jeżeli konwój przebył ten punkt, niemożliwe było skuteczne użycie FAT z danej pozycji U-Boota. Aby strzelić w inne miejsce, należało obrócić odpowiednio okręt, co było czasochłonne i zwiększało ryzyko wykrycia.
Drugim ograniczeniem była niska względna prędkość torped, wynosząca 5-7 węzłów, która nie wystarczała na skuteczne atakowanie małych i szybkich konwojów.
Obie wady zostały wyeliminowane w torpedzie typu LUT, która została wprowadzona tuż przed zakończeniem wojny.
Ponadto przy ataku wilczym stadem atakujący U-Boot musiał wysłać innym "ostrzeżenie przed FAT", aby torpeda nie trafiła okrętu podwodnego. Obowiązującą procedurą dla innych U-Bootów było w takiej sytuacji zejście w zanurzenie, co ograniczało skuteczność wspólnego ataku.